# Шејдланд (Индијана)
Шејдланд (енгл. Shadeland) град је у америчкој савезној држави Индијана.

## Демографија
По попису из 2010. године број становника је 1.610, што је 72 (-4,3%) становника мање него 2000. године.
| Група             | 2000.         | 2010.         |
| Белци             | 1.603 (95,3%) | 1.520 (94,4%) |
| Афроамериканци    | 5 (0,3%)      | 7 (0,4%)      |
| Азијати           | 13 (0,8%)     | 8 (0,5%)      |
| Хиспаноамериканци | 50 (3,0%)     | 53 (3,3%)     |
| Укупно            | 1.682         | 1.610         |